# Krutta (herb szlachecki)
Krutta (Crutta) – herb szlachecki.

## Opis herbu
Na tarczy pas złoty przez środek. W polu górnym zielonym trzy gwiazdy złote w pas. W polu dolnym błękitnym gwiazda złota, orzeł srebrny i serce czerwone w słup. W klejnocie gwiazda złota. Labry z prawej zielono-złote, z lewej błękitno srebrne.

## Najwcześniejsze wzmianki
Nadany indygenatem 1775 r. przez Stanisława Augusta.

## Herbowni
Crutta (herb własny)